# Aron Hayoun
 (novembre 2024).

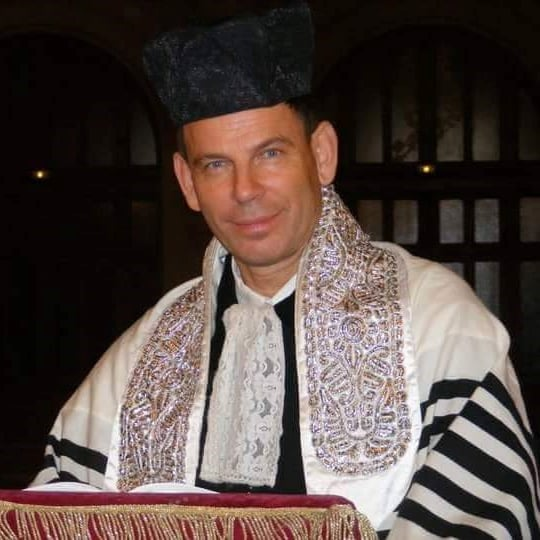
Hazzan Aron Hayoun

Aron David Hayoun est un hazzan (chantre) franco-israélien, né dans un petit village de Lorraine, à la frontière allemande. Issu d'une famille ashkénaze traditionaliste très connue en France, il hérite dès son jeune âge d'une voix mélodieuse, transmise par ses parents passionnés de chant. Dès l'âge de 8 ans, il commence à lire la Torah dans son village et chante aux côtés de son grand-père, également Baal Tefilah.

## Formation et débuts
Aron Hayoun poursuit sa formation à la Yeshiva de Gateshead en Écosse, où il découvre la richesse de la liturgie d'Europe de l'Est. Il intègre la chorale de Gateshead et, après avoir entendu le hazzan Shloss interpréter le célèbre "Bégu Rah’um" de Yossele Rosenblatt, il décide d'approfondir ses connaissances en hazzanout. En Israël, il suit des cours privés avec le hazzan Naftali Hershtik et travaille le répertoire de la Grande Synagogue de Jérusalem avec Arie Goldberg. Il poursuit ses études à l'Académie de musique de Jérusalem avec Judith Medioni et à l'école de hazzanout dirigée par Elie Yaffe.

## Carrière en Europe
Son premier poste en tant que hazzan est à la Grande Synagogue de la Victoire à Paris, où il est immédiatement recruté après une audition réussie. Il y chante pendant trois ans, perfectionnant son art avec un chœur professionnel sous la direction du hazzan Attia. Par la suite, il devient Oberhazzan de la synagogue de Stuttgart en Allemagne, où il poursuit une formation à l'école d'opéra de Stuttgart avec le baryton Michael Lanskoi. Il donne de nombreux concerts à travers l'Allemagne et participe à des productions d'opéra juif contemporain.
De 2000 à 2014, Aron Hayoun est le premier ministre officiant de la Grande Synagogue de Metz. Durant cette période, il est reconnu par l'État français pour son rôle de chantre principal.

## Départ pour le Canada et retour en France
Après son passage en France, il s'installe au Canada où il enseigne la musique cantoriale dans une école juive à Toronto et devient hazzan de la synagogue Beth Emeth. Il remplace également temporairement le célèbre hazzan Aron Ben Soussan. En 2018, il est de retour à la Grande Synagogue de la Victoire à Paris, où il occupe le poste de hazzan principal, collaborant avec des chefs de chœur et des musiciens pour interpréter les grandes œuvres de la liturgie ashkénaze.

## Carrière internationale et reconnaissance
Aron Hayoun a donné des concerts et récitals dans le monde entier, notamment en Europe, aux États-Unis, au Canada, et en Israël. Depuis plus de 13 ans, il participe aux émissions de France 2 lors des commémorations du Yom HaShoah et dirige les Seli’hot diffusées sur la télévision belge RTBF.
En 2021, face à la montée de l'antisémitisme en France, il décide d'immigrer aux États-Unis et devient hazzan principal de la synagogue Kehilath Israel à Kansas City. Il y forme une chorale qu'il dirige lors des offices de Shabbat et des fêtes juives.
Aron Hayoun continue de donner des concerts et a même invité le chœur de la Victoire pour un grand concert à Kansas City, apportant une touche musicale inspirante à la communauté juive locale.

## Distinctions
En reconnaissance de sa contribution à la musique cantoriale et à la vie religieuse en France, le hazzan Aron David Hayoun sera prochainement décoré de la Légion d'honneur, une distinction honorifique qui souligne ses 30 années de service en tant que chantre en France.